# Giao hưởng số 8 (Beethoven)
Giao hưởng số 8 vẫn được gọi là "Bản giao hưởng nhỏ", được coi như một quãng nghỉ của Beethoven trước khi dồn sức cho Giao hưởng số 9 kỳ vĩ. Với tác phẩm này, Beethoven sử dụng lối sáng tác thịnh hành từ giai đoạn trước đó, mang nhiều phong cách Haydn, trong sáng, rõ ràng và cân đối.
Chương 1 mộc mạc, vui tươi và yêu đời. Sự năng động mang phong cách Beethoven thể hiện chút ít ở phần phát triển. Chương 2 có nội dung hài hước, kể câu chuyện vui của riêng nhạc sĩ về người bạn đã phát minh ra máy đánh nhịp (metronome) với nét nhạc hồn nhiên, duyên dáng. Chủ đề chính vang lên trên nền nhịp điệu đều đặng của các hợp âm mô phỏng tiếng gõ của máy đánh nhịp. Chương 3 theo nhịp điệu menuet nhắc nhớ những âm điệu đồng quê. Chương 4 có chủ đề chính vui nhộn với những hình ảnh rực rỡ và vui tươi.